# Marcus Trier

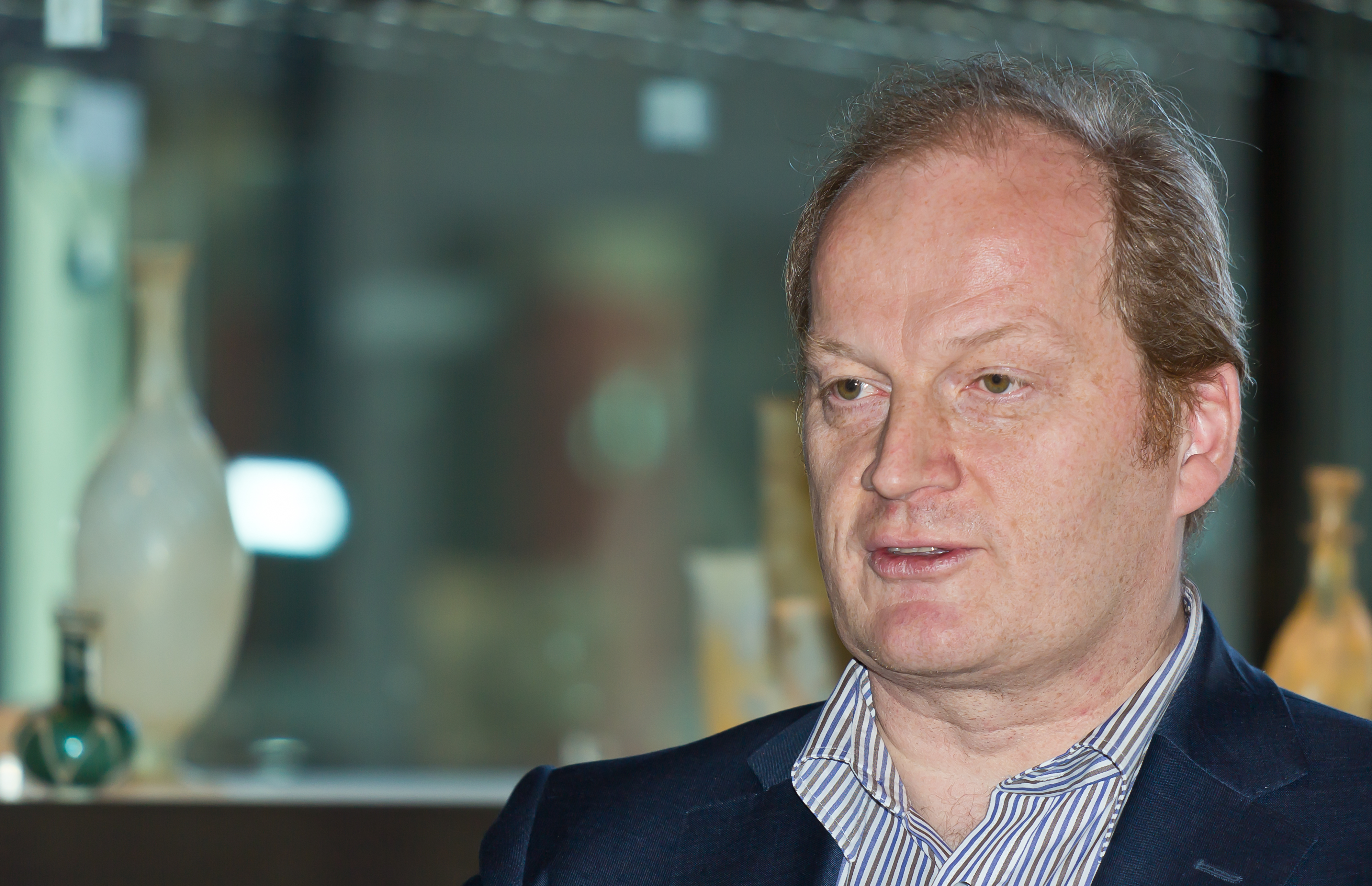
Marcus Trier, 2013

Marcus Trier (* 1962 in Köln) ist ein deutscher Frühgeschichtler und seit 1. September 2012 Direktor des Römisch-Germanischen Museums in Köln.

## Leben

### Werdegang
Marcus Trier legte sein Abitur am Friedrich-Wilhelm-Gymnasium Köln ab und studierte von 1981 bis 1989 an den Universitäten Bonn und München Ur- und Frühgeschichte, Klassische Archäologie und Historische Geographie. Abschließend wurde er im Jahr 1989 in Bonn bei Volker Bierbrauer mit der Dissertation Die frühmittelalterliche Besiedlung des mittleren und unteren Lechtals aufgrund archäologischer Quellen zum Doctor philosophiae (Dr. phil.) promoviert. Trier absolvierte seinen Zivildienst Ende der 1980er-Jahre in der Außenstelle Niederzier des Rheinischen Amtes für Bodendenkmalpflege. Nach kurzen Tätigkeiten als archäologischer Angestellter war er ab 1992 für eine Grabungsfirma tätig, bis er 2000 am Römisch-Germanischen Museums der Stadt Köln angestellt wurde. Seit Januar 2008 fungierte er als dessen stellvertretender Direktor, bevor er nach der Pensionierung von Hansgerd Hellenkemper im Jahre 2010 zunächst kommissarisch und seit 2012 auch formal das Direktorat des Hauses übernahm. Trier übernahm kommissarisch die Betreuung der Archäologischen Zone, nachdem am 10. April 2013 Sven Schütte die Projektleitung entzogen worden war.
Trier ist Stiftungsvorsitzender der 1997 errichteten gemeinnützigen Stiftung Archäologie in Köln, die archäologische Forschung und Wissenschaft aus den Stiftungserträgen nachhaltig unterstützt, etwa Förderung archäologischer Forschungsvorhaben, Veröffentlichungen, Stipendien (insbesondere für den wissenschaftlichen Nachwuchs).

### Familie
Triers Großmutter war die Kölner Skulpturenrestauratorin Grete Brabender (1896–1995), sein Onkel der Maler Hann Trier (1915–1999), sein Vater der Kunsthistoriker Eduard Trier (1920–2009). Triers Bruder und Schwester sind im Kunstbereich tätig. Marcus Trier ist mit der Kunsthistorikerin Anne Ganteführer-Trier verheiratet; mit ihr hat er eine Tochter.